# Kamienica Kantorowiczów w Białymstoku
Kamienica Kantorowiczów w Białymstoku – kamienica w Białymstoku przy ul. Sienkiewicza 77, wybudowana po 1880 roku. 

## Historia
Należała do Gecela i Malki Kantorowiczów. Współcześnie siedziba Ośrodka Kształcenia Zawodowego. Od 1982 budynek znajduje się w rejestrze zabytków.